# Lilium saluenense
 Lilium saluenense   ist eine Pflanzenart in der Gattung Lilium innerhalb der Familie der Liliengewächse (Liliaceae).

## Beschreibung
Lilium saluenense ist eine ausdauernde, krautige Pflanze und erreicht eine Wuchshöhe von 30 bis 90 Zentimetern. Die weiße Zwiebel ist eiförmig, 2 bis 4 Zentimeter hoch und erreicht einen Durchmesser von 2 bis 2,5 Zentimetern. Der Stängel ist unbehaart. Die wechselständigen bis verteilt stehenden Blätter sind lanzettlich, 3,5 bis 7 Zentimeter lang und 0,8 bis 1,5 Zentimeter breit. 
Die bis zu sieben weit schalenförmigen Blüten bestehen aus sechs weißen bis rosafarbenen und auf der Innenseite am Ansatz dunkel purpurn gepunkteten Blütenhüllblättern. Die des äußeren Blütenblattkreises sind elliptisch bis schmal elliptisch, 3,5 bis 5,2 Zentimeter lang und 1,6 bis 2 Zentimeter breit, nach außen hin spitz zulaufend und ganzrandig. Die Blütenblätter des inneren Kreises sind denen des äußeren weitgehend gleich, doch nur 3 bis 4,5 Zentimeter lang und am Ansatz besonders stark gepunktet. Blütezeit ist Juni bis August.
Die ahlenförmigen Staubfäden sind 8 bis 11 Millimeter lang, die Staubbeutel 3 bis 4 Millimeter. Der Fruchtknoten ist 6 bis 7 Millimeter lang, mit einem Durchmesser von 2,5 bis 3 Millimeter und stets länger als der Griffel, der 2,5 bis 4 Millimeter lang ist und sich zur dreigelappten Narbe hin verdickt.
Die Kapselfrucht ist länglich rund, 1,7 bis 1,8 Zentimeter lang, von gleichem Durchmesser und grünrot bis braun, sie reift zwischen August und September.
Die Chromosomenzahl beträgt 2n = 24.

## Verbreitung
Lilium saluenense wächst in China im Nordwesten Yunnans, im Südosten Tibets und in Sichuan, darüber hinaus auch in Myanmar. Sie besiedelt Gebirgshänge in Wäldern und an Waldrändern sowie Wiesen in Höhenlagen von 2800 bis 4500 Metern.

## Systematik und Botanische Geschichte
Die Art wurde erstmals 1895 von Jean Andre Soulié auf einem Berg bei Cigu im äußersten Nordwesten Yunnans gesammelt und 1918 von Isaac Bayley Balfour anhand eines Herbarexemplares in Transactions and Proceedings of the Botanical Society of Edinburgh Band 27 Seite 294 als Nomocharis saluenensis erstbeschrieben. Eine erste Blüte in Kultur gelang 1927 im Royal Botanic Garden in Edinburgh. 1980 wurde die Art von Sung Yun Liang  in Flora Reipublicae Popularis Sinicae Band 14, Seite 154 als Lilium saluenense (Balf.f.) S.Yun Liang zur Gattung Lilium gestellt. Die Ansicht setzte sich lange nicht durch, wurde aber 2016 mit der Eingliederung der Gattung in die Lilien durch Yun-Dong Gao bestätigt.